# Lista de nomeações portuguesas ao Óscar
Esta é uma lista das nomeações portuguesas ao Óscar. Até hoje, apenas uma produção portuguesa concorreu ao Óscar, nomeadamente Ice Merchants ao Oscar 2023. Contudo, profissionais portugueses também receberam nomeações por seus trabalhos em filmes estrangeiros.

## Nomeados

### Óscar
| Ano  | Recipiente                  | Filme                     | Categoria                         | Resultado | Produção                 | Referências |
| ---- | --------------------------- | ------------------------- | --------------------------------- | --------- | ------------------------ | ----------- |
| 1998 | Eduardo Serra               | The Wings of the Dove     | Melhor Cinematografia             | Nomeado   | Estados Unidos           | [ 2 ]       |
| 2004 | Eduardo Serra               | Girl with a Pearl Earring | Melhor Cinematografia             | Nomeado   | Reino Unido · Luxemburgo | [ 3 ]       |
| 2014 | Daniel Sousa                | Feral                     | Melhor Curta-Metragem de Animação | Nomeado   | Estados Unidos           | [ 4 ]       |
| 2018 | Luís Sequeira               | A Forma da Água           | Melhor Guarda-roupa               | Nomeado   | Estados Unidos           | [ 5 ]       |
| 2022 | Luís Sequeira               | Nightmare Alley           | Melhor Guarda-roupa               | Nomeado   | Estados Unidos           |             |
| 2023 | João Gonzalez Bruno Caetano | Ice Merchants             | Melhor Curta-Metragem de Animação | Nomeado   | Portugal                 | [ 1 ]       |

### Prémios honorários
| Ano  | Recipiente       | Categoria                                                 | Resultado | Referências |
| ---- | ---------------- | --------------------------------------------------------- | --------- | ----------- |
| 1983 | Carlos de Mattos | Científico ou Técnico (Prémio de Realização Técnica)      | Venceu    | [ 7 ]       |
| 1986 | Carlos de Mattos | Científico ou Técnico (Prémio Científico e de Engenharia) | Venceu    | [ 8 ]       |